# 散文埃達

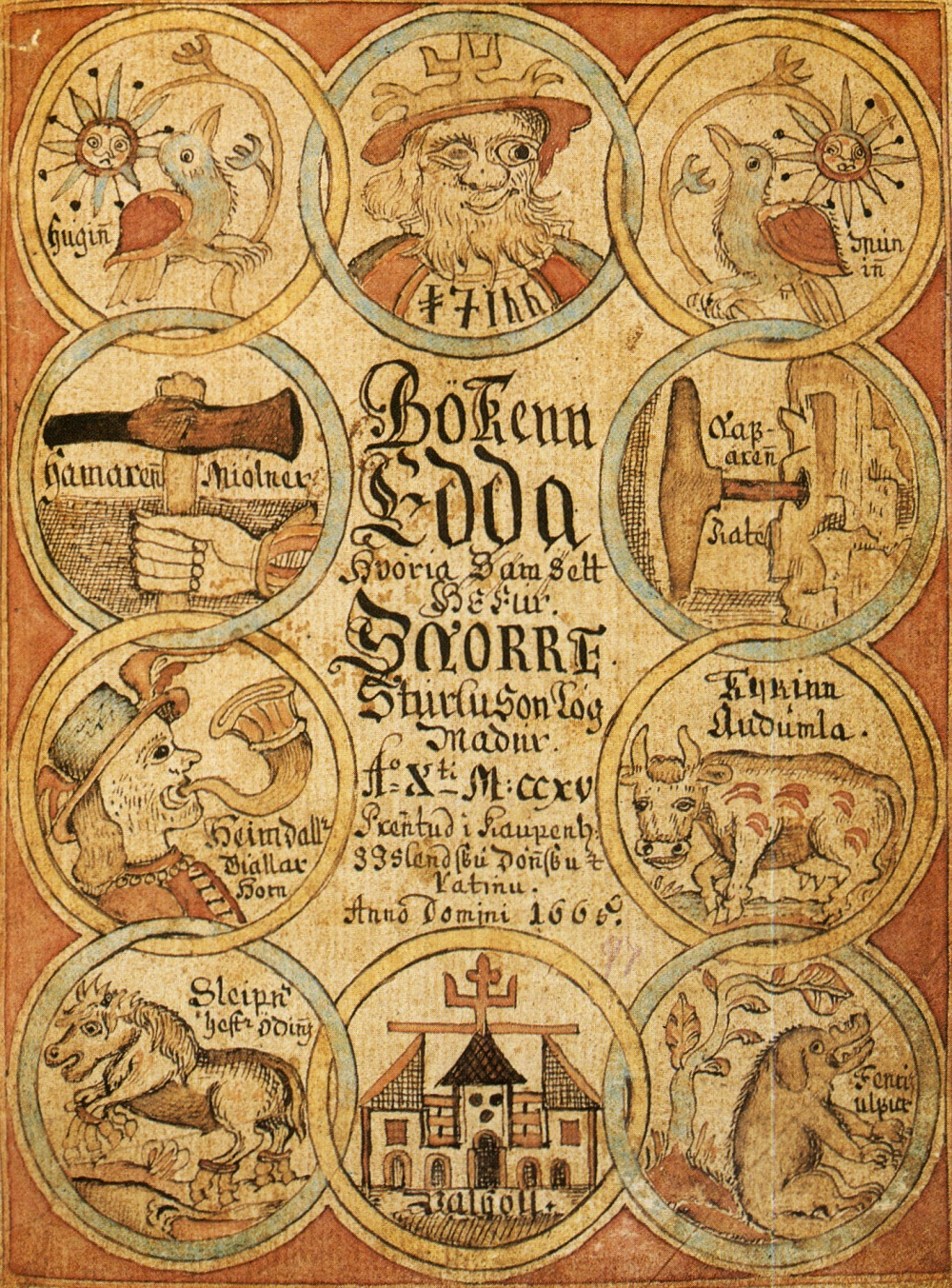
散文埃達

《史洛里埃達》（冰岛语： Snorra Edda）或稱《散文埃達》或《新埃達》是冰島詩人史洛里·斯圖拉松於13世紀寫定的無韻體散文神話故事和英雄傳奇。成書時間大約為1220年左右。
《散文埃達》的首篇是〈欺騙古魯菲〉，藉由古魯菲向三位神秘人物詢問關於北歐的神話。文中描述阿薩神族是來自阿斯加德的部族，奧丁是為阿斯加德領袖。之後奧丁不斷擴張領土，最後抵達挪威地區。由於史洛里是基督教的忠誠信徒，他不認為以奧丁為首的這些北歐諸神是「神」，因此在他的作品中，皆將其「人格化」。對史洛里來說，這些神話故事的內容並不是他書中的重點；詩歌的承傳和寫作技巧才是重要的。

## 內容
散文埃達共分成三個部份： 
- Gylfaginning。Tricking of Gylfi。
《欺騙古魯菲》、《受欺惑的古魯菲》。這部份是史洛里整理北歐神話和英雄傳說所寫的詳細介紹，便於詩人作詩時查閱。由標題可以看出，其講述的內容主旨是為了要欺騙古魯菲，再次強調出作者不認為這些是「神的故事」的觀念。

- Skáldskaparmál。The Poesy of Skalds、The Language of Poetry。
《詩語法》、《詩人的藝術語言》。論述詩的吟唱藝術和語言應用。

- Háttatal。A Catalog of Metres、List of Vorse-forms。
《韻律一覽》、《韻律的列舉》。列舉詩體中102種不同的韻律應用。